# Duderstadt
Duderstadt település Németországban, azon belül Alsó-Szászország tartományban. Lakosainak száma 20 320 fő (2023. december 31.). Duderstadt Rüdershausen, Herzberg am Harz és Obernfeld községekkel határos.

## Népesség
A település népességének változása:
| Lakosok száma | 22 560 | 23 409 | 23 284 | 21 722 | 21 072 | 20 677 | 20 517 | 20 097 | 20 286 | 20 320 |
|               | 1990   | 1995   | 2000   | 2010   | 2015   | 2016   | 2017   | 2021   | 2022   | 2023   |